# Phù Nham
Phù Nham là một xã thuộc thị xã Nghĩa Lộ, tỉnh Yên Bái, Việt Nam.

## Địa lý
Xã Phù Nham nằm ở phía đông thị xã Nghĩa Lộ, có vị trí địa lý:
- Phía đông giáp huyện Văn Chấn
- Phía tây giáp phường Cầu Thia và xã Nghĩa Lợi với ranh giới là ngòi Thia
- Phía nam giáp xã Nghĩa Lộ và xã Thanh Lương
- Phía bắc giáp huyện Văn Chấn và xã Sơn A.

Xã có diện tích 21,09 km², dân số năm 2019 là 7.103 người, mật độ dân số đạt 337 người/km².

## Lịch sử
Trước đây, xã Phù Nham thuộc huyện Văn Chấn.
Ngày 10 tháng 1 năm 2020, Ủy ban Thường vụ Quốc hội ban hành Nghị quyết số 871/NQ-UBTVQH14 về việc sắp xếp các đơn vị hành chính cấp huyện, cấp xã thuộc tỉnh Yên Bái (nghị quyết có hiệu lực từ ngày 1 tháng 2 năm 2020). Theo đó, chuyển toàn bộ diện tích và dân số của xã Phù Nham về thị xã Nghĩa Lộ.